# Volker Boehme-Neßler
Volker Boehme-Neßler (Ludwigsburgo, 28 de setembro de 1962) é um jurista alemão, professor de Direito Público da Universidade de Oldenburgo.
Volker Boehme-Neßler é especializado nas áreas do direito dos meios de comunicação e direito da União Europeia. 

## Formação acadêmica
Boehme-Neßler estudou direito e ciência política em Berlim e Heidelberg. Em 1993, recebeu o título de doutor em direito na Universidade de Heidelberg, com a tese sobre as diretivas da União Europeia. Em 1997, recebeu o título de doutor em ciência política. De 1998 a 2014 foi professor em Berlim, na Escola Superior Técnica. Em 2014 recebe o chamado para a cátedra na Universidade de Oldenburgo.

## Principais obras
- Europäisches Richtlinienrecht wandelt deutsches Verwaltungsrecht. Ein Beitrag zur Europäisierung des deutschen Rechts, Köster-Verlag, Berlin 1994.
- Europäische Willensbildung. Die Fraktionen im Europaparlament zwischen nationalen Interessen, Parteipolitik und Europäischer Integration, Wochenschau-Verlag Schwalbach, 1997.
- Unscharfes Recht. Überlegungen zur Relativierung des Rechts in der digitalisierten Welt, Duncker & Humblot, Berlin 2008.
- Pictorial Law. Modern Law and the Power of Pictures, Springer Verlag, Berlin/Heidelberg 2011.
- Das Ende der Demokratie? Effekte der Digitalisierung aus rechtlicher, politologischer und psychologischer Sicht, Springer Verlag, Berlin/Heidelberg 2018.
- Digitising Democracy: On Reinventing Democracy in the Digital Era - A Legal, Political and Psychological Perspective, Springer Verlag, Berlin/Heidelberg 2020.